# 广州世界贸易中心大厦
广州世界贸易中心大厦（英語：Guangzhou World Trade Center Complex），又名广州世界贸易中心（Guangzhou World Trade Center）或广州版世贸（WTC Guangzhou），是中国广东省广州市的一座大楼，位置在越秀区环市东路371至375号。
本大楼于1995年11月获中国建筑业协会颁发建筑工程鲁班奖。1997年底被评为广州市安全文明商厦。1999年1月通过了ISO-9001国际质量认证。

## 负责方
本大厦由广州珠江实业负责开发，广州珠江外资建筑设计院负责设计，广州市第四建筑工程、广东省工业设备安装、广州珠江装修工程等三间公司负责兴建该大厦。

## 动工和落成时间
大楼于1989年7月1日动工，1992年8月28日竣工。

## 性质
- 高度：
北塔楼：120.0米
南塔楼：114.0米
- 楼层数：
北塔楼：33
南塔楼：28
- 占地面积：6,900平方米
- 建筑面积：96,000平方米
- 结构：水泥混凝土结构